# Monticolaria manyara
Monticolaria manyara är en insektsart som beskrevs av Hemp, C. 2009. Monticolaria manyara ingår i släktet Monticolaria och familjen vårtbitare. Inga underarter finns listade i Catalogue of Life.